# أوصاف (اسم)
أَوْصَاف هو اسم علم مؤنث من أصل عربي، وجاء الاسم على صيغة الجمع، ومعناه هو إظهار حال الشيء وبيان هيئته وتعيينه وحكايته.